# Prijs der Nederlandse Letteren
Prijs der Nederlandse Letteren ("Nederländska litteraturpriset") är ett litterärt pris instiftat av Nederlandse Taalunie. Det delas ut en gång vart tredje år till en nederländskspråkig författare. Ursprungligen kunde priset enbart gå till nederländska och flamländska författare. Sedan 2005 kan det även gå till surinamesiska författare. Priset är på 40 000 euro.

## Kronologisk lista över pristagare
- 1956: Herman Teirlinck ( Belgien)
- 1959: Adriaan Roland Holst ( Nederländerna)
- 1962: Stijn Streuvels ( Belgien)
- 1965: J.C. Bloem ( Nederländerna)
- 1968: Gerard Walschap ( Belgien)
- 1971: Simon Vestdijk ( Nederländerna)
- 1974: Marnix Gijsen ( Belgien)
- 1977: Willem Frederik Hermans ( Nederländerna)
- 1980: Maurice Gilliams ( Belgien)
- 1983: Lucebert ( Nederländerna)
- 1986: Hugo Claus ( Belgien)
- 1989: Gerrit Kouwenaar ( Nederländerna)
- 1992: Christine D'haen ( Belgien)
- 1995: Harry Mulisch ( Nederländerna)
- 1998: Paul de Wispelaere ( Belgien)
- 2001: Gerard Reve ( Nederländerna)
- 2004: Hella S. Haasse ( Nederländerna)
- 2007: Jeroen Brouwers ( Nederländerna) - avstod från priset[2]
- 2009: Cees Nooteboom ( Nederländerna)
- 2012: Leonard Nolens ( Belgien)
- 2015: Remco Campert ( Nederländerna)
- 2018: Judith Herzberg ( Nederländerna)
- 2021: Astrid Roemer ( Nederländerna)
- 2024: Tom Lanoye ( Belgien)